# Kików (gromada)
Kików – dawna gromada, czyli najmniejsza jednostka podziału terytorialnego Polskiej Rzeczypospolitej Ludowej w latach 1954–1972.
Gromady, z gromadzkimi radami narodowymi (GRN) jako organami władzy najniższego stopnia na wsi, funkcjonowały od reformy reorganizującej administrację wiejską przeprowadzonej jesienią 1954 do momentu ich zniesienia z dniem 1 stycznia 1973, tym samym wypierając organizację gminną w latach 1954–1972.
Gromadę Kików z siedzibą GRN w Kikowie utworzono – jako jedną z 8759 gromad na obszarze Polski – w powiecie buskim w woj. kieleckim, na mocy uchwały nr 13a/54 WRN w Kielcach z dnia 29 września 1954. W skład jednostki weszły obszary dotychczasowych gromad Kików i Zagaje Kikowskie ze zniesionej gminy Zborów oraz Piasek Mały (bez części kolonii Piasek Mały i kolonii Konstantynów) ze zniesionej gminy Pęczelice w tymże powiecie. Dla gromady ustalono 13 członków gromadzkiej rady narodowej.
31 grudnia 1961 gromadę zniesiono, a jej obszar włączono do gromad  Solec (wieś Piasek Mały oraz tereny byłych folwarków Piasek Mały i Zakupnicy Piasek Mały) i Zborów (wsie Kików i Zagaje Kikowskie, kolonie Kosinów, Kików Rędziny, Kików, Zagórze, Kików Nowiny, Pułanki, Topółki i Zakamieńcze Stawy oraz teren byłego folwarku Kików).